# Макинтайр, Джеймс Фрэнсис
Джеймс Фрэнсис Луис Макинтайр (англ. James Francis Louis McIntyre; 25 июня 1886, Нью-Йорк, США — 16 июля 1979, Лос-Анджелес, США) — американский кардинал. Титулярный епископ Кирены и вспомогательный епископ Нью-Йорка с 16 ноября 1940 по 20 июля 1946. Генеральный викарий Нью-Йорка с 27 января 1945 по 20 июля 1946. Титулярный архиепископ Пальто и коадъютор Нью-Йорка с 20 июля 1946 по 7 февраля 1948. Архиепископ Лос-Анджелеса с 7 февраля 1948 по 21 января 1970. Кардинал-священник с 15 января 1953, с титулом церкви Сант-Анастазия с 15 января 1953. 